# Хатраванк
Хатраванк (арм. Խաթրավանք) — армянский монастырский комплекс XII века, расположенный западнее села Козлу в Агдеринском районе Азербайджана, на правом берегу реки Тертер, юго-восточнее монастыря Дадиванк. Один из значительных культурных центров средневековой Армении.

## История
Название монастыря упоминается в надписях и древних источниках в двух формах Хадари или Хадайи ванк, но также отмечался как Хатра ванк и Хтра ванк, что является следствием народного произношения. Это название, вероятно, происходит от имени ученика Хада или Хата апостола Фаддея, которому посвящен монастырь. Согласно Г. Анохину, Хатраванк можно перевести с армянского как «Храм в подарок» или «Храм в обмен».
Монастырь в 1119 году был разрушен землетрясением, а в 1143 году — турками-сельджуками. Хатраванк был восстановлен в начале XIII века крупным духовным деятелем Армении Ованесом Хаченеци, который в конце XII века был настоятелем монастыря Санаин, а затем — Ахпата. Согласно строительной надписи на восточном фасаде церкви Хатраванка, она была отстроена Ованесом в 1204 году, и там им были собраны со всего княжества старинные манускрипты ч хачкары. Хатраванк стал уникальным армянским средневековым музеем-лапидарием и библиотекой-книгохранилищем (в этот период Хатраванк был также известным скрипторием).
Хатраванк, который, безусловно, был примечательным архитектурным комплексом, содержит очень ценную коллекцию хачкаров. В средневековой Армении был очень красивый обычай: при строительстве монастырских зданий в его стены были помещены старинные хачкары и надписи, предметы, связанные с исторической памятью, что сделало построенное здание уникальным музеем. В его стенах видны десятки хачкаров и литографий, открывающие возможность изучать историю и культуру края, о которых нет других источников.

## Устройство комплекса
Монастырь состоит из оригинальной церкви, колокольни и жилых построек. При сооружении церкви в ее планировочную и объемно-пространственную композицию были органически включены существующие ранее две часовни. Наличие часовен продиктовало асимметричную композицию церкви — она имеет только один придел. Примечательна форма купола с восьмиугольным шатровым перекрытием и в центре с световым отверстием.